# Burg Hedelfingen
Die Burg Hedelfingen ist eine im 14. Jahrhundert abgegangene Höhenburg, die auf der Wangener Höhe lag, einem Höhenrücken zwischen Neckar und Dörrbach im Osten von Stuttgart. Die Burg befand sich in einem größeren Flurstück etwa einen Kilometer nordwestlich von der Gemeinde Hedelfingen. Das Flürstück trägt noch heute den Namen „Burg“ und greift nach Norden auf die Gemarkung der Gemeinde Wangen über.
„Spuren der Burg glaubt man in dem Gelände dicht NW der Höhe 373,3 Meter über Normalnull noch zu erkennen“. Dies entspricht dem Gelände hinter dem heutigen Burgbrünnele, das am östlichen Ende des Rennwegs liegt. Unweit östlich vom Burgbrünnele verläuft in Nord-Süd-Richtung der Burggrabenweg. Er liegt an einem Graben, der die Wangener Höhen schneidet und wohl mit dem alten Halsgraben der Burg übereinstimmt. Hier stieß man 1926 bei Grabarbeiten auf Mauerreste und Brandschutt.
Von der Burg aus wurde vermutlich Hedelfingen, das zum ältesten Besitz der Grafen von Württemberg gehörte, von deren Lehnsleuten, den Herren von Bernhausen und anderen, beherrscht.
In Johann Daniel Georg von Memmingers Beschreibung des Oberamts Canstatt aus dem Jahr 1832 heißt es:
„Über dem Dorfe findet man noch Spuren einer ansehnlichen Burg, man kennt aber weder ihren Namen, noch ihre ehemaligen Bewohner mehr. Der Platz heißt noch jetzt ‚auf der Burg‘, und unter diesem Namen kommt er schon 1366 vor. In diesem Jahre vergabt ‚Irmelgart‘ die ‚Stöfflerin‘, Klosterfrau zu Weil (bey Hedelfingen) und Bertolds von Stöffeln Bruderstochter den Weinberg ‚uff der Burg, den man nennt den Stöffeler‘. Nach Sattler soll die Burg noch aus heidnischen Zeiten herrühren, und vor Zeiten noch in unterirdischen Gewölben Kisten mit vermoderter Leinwand gefunden worden seyn.“

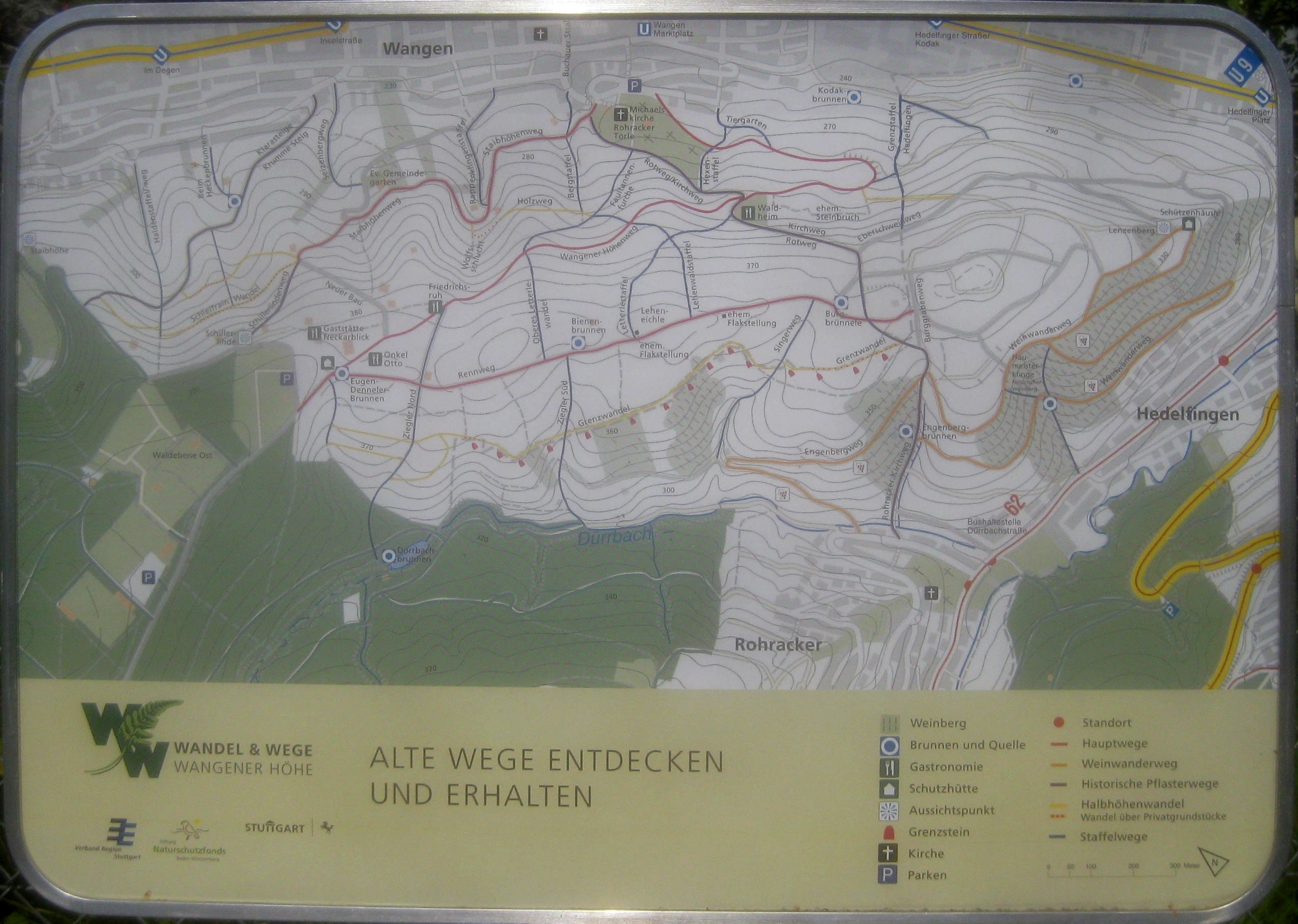
Karte der Wangener Höhe mit dem Burgbrünnele, das am westlichen Rand der ehemaligen Burg liegt.